# Canal de Acceso (puerto de Buenos Aires)

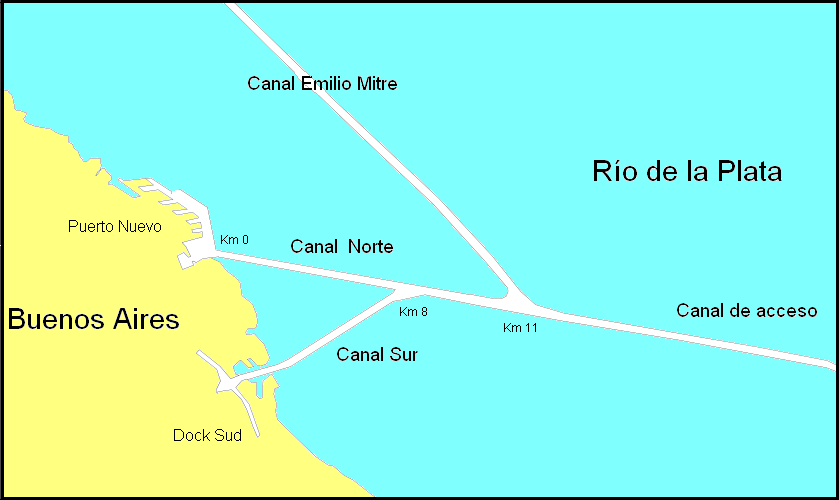
Canal de accesso, tramo final.

El Canal de Acceso es un canal artificial dragado en el cauce del Río de la Plata en 1949, en el marco del primer plan quinquenal del gobierno de J. Perón para facilitar al acceso de grandes embarcaciones al puerto de la ciudad de Buenos Aires.
Se extiende desde la rada exterior iniciando su trazado en un par de boyas luminosas que demarcan el km 37. Este punto se halla al este de la ciudad, a unas 20 millas náuticas y a una distancia de la costa de aproximadamente 6,2 millas (11,5 km) frente al paraje Punta Lara.
En proximidades del "km 13" conecta con el Canal Emilio Mitre que conduce a la desembocadura del Paraná de las Palmas.
Al llegar al "km 7,3" el canal de acceso se bifurca, el ramal norte conduce al antepuerto del denominado Puerto Nuevo y el brazo sur a la desembocadura del Río Matanza que recibe en esa zona el nombre de Riachuelo. Este brazo sur es la vía de ingreso a la zona de Dock Sud del lado de la provincia de Buenos Aires y Dársena Sur del lado de la ciudad.
El sistema de balizado se ajusta a la norma IALA región B. El ancho promedio es de 200 m y la profundidad de unos 9,75 metros.